# 夢幻水族箱
《夢幻水族箱》是Playrix为Microsoft Windows、MacOS、Android和IOS开发的益智游戏。游戏于2008年6月18日推出。 

## 歷史
原版游戏于2008年在PC上发布，并于2015年移植到智能手机上的操作系統。此外開發商还推出了几部续作：Fishdom Spooky Splash、Fishdom Frosty Splash、Fishdom Harvest Splash、Fishdom 2。  

## 外部鏈接
- 官方网站
- Overview of Fishdom （页面存档备份，存于） in The Tech Journal